# Rolf Österreich
Rolf Österreich (ur. 28 listopada 1952 w Rostocku) – niemiecki łyżwiarz figurowy, startujący w parach sportowych z żoną Romy Kermer. Wicemistrz olimpijski z Innsbrucka (1976), medalista mistrzostw świata, trzykrotny wicemistrz Europy (1974–1976) oraz trzykrotny mistrz NRD (1973, 1975, 1976). Po zakończeniu kariery amatorskiej w 1976 roku został trenerem łyżwiarstwa. 

## Biografia

### Kariera amatorska

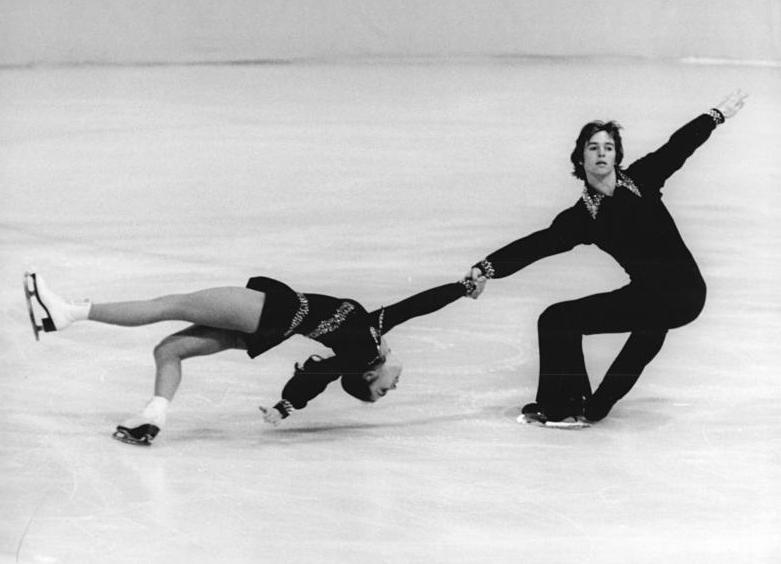
Kermer / Österreich na mistrzostwach świata 1974 w Monachium

Pierwszą partnerką sportową Rolfa Österreich była Marlies Radunsky, jednak para rozstała się w 1972 roku. W 1973 roku Österreich rozpoczął starty z Romy Kermer. Występowali wspólnie cztery sezony w trakcie których trzykrotnie zostali mistrzami kraju (1973, 1975, 1976). W pierwszym roku wspólnej jazdy zajęli miejsce szóste na mistrzostwach Europy 1973 i piąte na mistrzostwach świata 1973. W kolejnych trzech latach nie schodzili z podium zawodów międzynarodowych, jednak ani razu nie zdołali pokonać radzieckiej pary Irina Rodnina / Aleksandr Zajcew. Para Kermer / Österreich zdobyła trzykrotnie wicemistrzostwo Europy (1974–1976), brązowy medal mistrzostw świata 1974 w Monachium oraz dwa tytuły wicemistrzów świata (1975, 1976). Na Zimowych Igrzyskach Olimpijskich 1975 w Innsbrucku zdobyli wicemistrzostwo olimpijskie po raz kolejny przegrywając jedynie z parą Rodnina / Zajcew. 

### Po zakończeniu kariery
Po igrzyskach Kermer i Österreich zakończyli karierę amatorską, a Österreich został trenerem młodych łyżwiarzy w Ingolstadt i Stuttgarcie.

### Życie prywatne
W 1976 roku po zakończeniu kariery łyżwiarskiej Österreich ożenił się ze swoją partnerką sportową Romy Kermer.

## Osiągnięcia
Z Romy Kermer
| Zawody               | 1973           | 1974           | 1975           | 1976           |                |                |                |                |                |                |                |                |                |                |                |                |                |
| Międzynarodowe       | Międzynarodowe | Międzynarodowe | Międzynarodowe | Międzynarodowe | Międzynarodowe | Międzynarodowe | Międzynarodowe | Międzynarodowe | Międzynarodowe | Międzynarodowe | Międzynarodowe | Międzynarodowe | Międzynarodowe | Międzynarodowe | Międzynarodowe | Międzynarodowe | Międzynarodowe |
| -------------------- | -------------- | -------------- | -------------- | -------------- | -------------- | -------------- | -------------- | -------------- | -------------- | -------------- | -------------- | -------------- | -------------- | -------------- | -------------- | -------------- | -------------- |
| Igrzyska olimpijskie |                |                |                | 2              |                |                |                |                |                |                |                |                |                |                |                |                |                |
| Mistrzostwa świata   | 5              | 3              | 2              | 2              |                |                |                |                |                |                |                |                |                |                |                |                |                |
| Mistrzostwa Europy   | 6              | 2              | 2              | 2              |                |                |                |                |                |                |                |                |                |                |                |                |                |
| Krajowe              |                |                |                |                |                |                |                |                |                |                |                |                |                |                |                |                |                |
| Mistrzostwa NRD      | 1              | 2              | 1              | 1              |                |                |                |                |                |                |                |                |                |                |                |                |                |